# Bertomeu Bas Tarazona
Bertomeu Bas Tarazona   (Paiporta, 1943 - 15 d'agost de 2022) va ser un polític valencià, alcalde de Paiporta entre 1979 i 2007 pel PSPV-PSOE.
Agent comercial de professió, Bas accedeix a l'alcaldia de Paiporta a les primeres eleccions de l'etapa democràtica l'any 1979 revalidant el càrrec en 7 ocasions consecutives fins que l'any 2007 es va retirar. Com a màxim responsable de l'ajuntament va impulsar la modernització de l'institució i la creació de serveis públics i infraestructures com el Museu de la Rajoleria, la biblioteca municipal i els diversos centres educatius del municipi, la urbanització de places com la Major, Soliera o Xúquer o la construcció de l'auditori municipal.
També va ocupar càrrecs de responsabilitat dins del seu partit: secretari general de l’agrupació local, membre del Comité Comarcal, del Comité Federal i del Comité Nacional del PSPV-PSOE.
En 2003 fou acusat de prevaricació i malversació de diners públics i el van suspendre de militància al partit socialista.

## Corrupció
El ministeri públic va demanar 6 anys de presó i 18 d'inhabilitació per un presumpte delicte de prevaricació i malversació continuada de cabals públics que s'hauria portat a terme, almenys entre els anys 2003 i 2006.
El procés començà quan els regidors de l'oposició, del PP i del partit independent Paiporta-Alternativa Unida, van denunciar-lo als jutjats de Torrent en assabentar-se que treballadors municipals haurien realitzat treballs al xalet de Bas en horari laboral. Segons la denúncia, l'ajuntament hauria pagat combustible per a vehicles personals, així com material de neteja per als treballs que els treballadors municipals realitzaven al xalet de l'aleshores alcalde. Tot i que la primera denúncia sols fóra contra Bartolomé Bas, per a qui es demanava una pena de dos anys, esta s'ampliaria també a la regidora Emilia Soler, esposa de Bas. El juí començaria finalment en abril de 2013.
En juny de 2013, l'Audiència Provincial de València absoldria a Bas en considerar que no estava "suficientment provada" la seua participació "conscient" als fets. Tanmateix, l'esposa de Bas, Emilia Soler, sí que fou condemnada a pagar una multa de 1.800 € i seria suspesa de treball com a càrrec públic durant sis mesos per un delicte de malversació. Un empleat municipal també seria condemnat.
Tot i que des del PP, Compromís, Esquerra Unida i l'antiga regidora de Paiporta-AU va coincidir que la condemna va ser molt lleu per als fets que es denunciaven, l'alcalde, el popular Vicente Ibor, va manifestar que l'ajuntament de Paiporta, com a acusació, no anava a recórrer la denúncia, si no ho feien "alguna de les parts o el fiscal". Per la seua banda, el portaveu socialista a Paiporta, José Antonio Manrique, va mostrar la seua alegria i va demanar al PSPV-PSOE que alçara la suspensió cautelar de militància que els socialistes havien aplicat a Bas en començar el cas, en considerar que l'ex-alcalde tenia dret a tornar.